# Dieter Kessler
Dieter Kessler (* 9. Oktober 1948 in Stuttgart) ist ein deutscher Ägyptologe.

## Leben
Dieter Kessler legte 1967 sein Abitur am Karls-Gymnasium Stuttgart ab. Nach der Promotion zum Dr. phil. in  Tübingen 1977 und Habilitation 1985 in München wurde er 1986 Professor an der Universität München, wie sein Zwillingsbruder, der am gleichen Tag an der Erlanger Universität zum Professor der Assyriologie ernannt wurde.
Sein Zwillingsbruder ist der Assyriologe Karlheinz Kessler.

## Schriften (Auswahl)
- Historische Topographie der Region zwischen Mallawi und Samaluṭ (= Tübinger Atlas des Vorderen Orients. Beiheft 30). Reichert Verlag, Wiesbaden 1981, ISBN 3-88226-078-5 (zugleich Dissertation, Tübingen 1977).
- Die heiligen Tiere und der König. Beiträge zu Organisation, Kult und Theologie der spätzeitlichen Tierfriedhöfe (= Studien zu Geschichte, Kultur und Religion Ägyptens und des Alten Testaments. Band 18). Harrassowitz, Wiesbaden 1989, ISBN 3-447-02863-7 (zugleich Habilitationsschrift, München 1985).
- als Herausgeber mit Regine Schulz: Gedenkschrift für Winfried Barta. ḥtp dj n ḥzj (= Münchener ägyptologische Untersuchungen. Band 4). Lang, Frankfurt am Main/Berlin/Bern/New York/Paris/Wien 1995, ISBN 3-631-48366-X.
- Die Paviankultkammer G-C-C-2  (= Hildesheimer ägyptologische Beiträge. Band 43). Gerstenberg, Hildesheim 1998, ISBN 3-8067-8137-0.
- als Herausgeber mit Patrick Brose: Ägyptens letzte Pyramide. Das Grab des Seuta(s) in Tuna el-Gebel. Brose, Haar 2007, ISBN 978-3-9812000-0-3.
- als Herausgeber mit Regine Schulz, Martina Ullmann, Alexandra Verbovsek und Stefan Jakob Wimmer: Texte – Theben – Tonfragmente. Festschrift für Günter Burkard (= Ägypten und Altes Testament . Band 76). Harrassowitz, Wiesbaden 2009, ISBN 978-3-447-05864-3.
- Die Oberbauten des Ibiotapheion von Tuna el-Gebel. Die Nachgrabungen der Joint Mission der Universitäten Kairo und München 1989 - 1996 (= Tuna el-Gebel. Band 3). Brose, Haar 2011, ISBN 978-3-9812000-1-0.